# クリス・ジャクボースカス
クリス・ジャクボースカス（Christopher "Chris" Jakubauskas , 1978年12月22日 - ）は、アメリカ合衆国カリフォルニア州アナハイム出身のの元プロ野球選手（投手）。右投右打。

## 経歴

### プロ入りとマリナーズ時代
幼少期は地元のエンゼルスを応援して育ち、自分はエースで4番を務めていた。しかし、野球の盛んな地域だったため、大学まではほぼ無名の選手だった。2002年、大学3年の時オクラホマ大学から推薦を受け、一塁手としてプレーするが成績は平凡でドラフトの指名もなかった。
2003年に独立リーグ・フロンティアリーグのフローレンス・フリーダムに入団。2005年にオハイオバレー・レッドコーツに移籍し、フロンティアリーグで計3年間プレーしたが、9勝15敗という平凡な成績に終わり一度は引退を決意する。しかし野球の世界が忘れられず、翌2006年、再び独立リーグのゴールデンベースボールリーグのフラートン・フライヤーズで復帰する。
そこで投手コーチをしていたチャーリー・ハフに基本から徹底的に教え込まれると、成績は急上昇し、その年は15試合に登板し、8勝1敗、防御率3.09で年間最優秀投手に輝いた。2007年もアメリカン・アソシエーションのリンカーン・ソルトドッグスでプレー。6勝0敗の記録を残し、6月13日にシアトル・マリナーズと契約した。
2007年はAA級ウェストテン・ダイヤモンドジャックスで0勝4敗、防御率4.94と振るわなかったが、翌2008年はAA級ウエストテンで3勝0敗、防御率0.83。AAA級タコマ・レイニアーズで5勝1敗、防御率2.59と好成績を残し順調に昇格していった。
2009年、マリナーズのスプリングトレーニングに招待選手として参加、7試合に登板して2勝0敗、防御率1.99の好成績で、開幕25人ロースターに残った。4月8日のミネソタ・ツインズ戦で救援投手としてメジャーデビュー。30歳と遅咲きのデビューとなった。2登板目の4月10日に初勝利を果たす。その後先発として8試合に登板し、その後救援に戻った。

### パイレーツ時代
2009年11月20日にウェイバー公示を経てピッツバーグ・パイレーツに移籍。
2010年は移籍後初登板初先発となった4月23日のヒューストン・アストロズ戦で、1回2死満塁の場面でランス・バークマンの放ったライナーが後頭部付近に直撃し緊急降板。この年の登板はこの1試合のみとなり、11月6日にFAとなった。

### オリオールズ時代
2011年1月27日にボルチモア・オリオールズとマイナー契約を結んだ。開幕はAAA級ノーフォーク・タイズで迎えたが、4月9日にメジャー契約を結んで40人枠入りした。33試合（うち6先発）に登板し、2勝2敗、防御率5.72の成績を残したが、11月2日にFAとなった。

### オリオールズ退団後
以後はアリゾナ・ダイヤモンドバックス、トロント・ブルージェイズ、ミルウォーキー・ブルワーズ、クリーブランド・インディアンスのマイナーに所属するがメジャー昇格の機会はなく、2014年2月4日に現役引退を発表した。

## 詳細情報

### 年度別投手成績
| 年 度    | 球 団    | 登 板 | 先 発 | 完 投 | 完 封 | 無 四 球 | 勝 利 | 敗 戦 | セ 丨 ブ | ホ 丨 ル ド | 勝 率 | 打 者 | 投 球 回 | 被 安 打 | 被 本 塁 打 | 与 四 球 | 敬 遠 | 与 死 球 | 奪 三 振 | 暴 投 | ボ 丨 ク | 失 点 | 自 責 点 | 防 御 率 | W H I P |
| -------- | -------- | ----- | ----- | ----- | ----- | -------- | ----- | ----- | -------- | ----------- | ----- | ----- | -------- | -------- | ----------- | -------- | ----- | -------- | -------- | ----- | -------- | ----- | -------- | -------- | ------- |
| 2009     | SEA      | 35    | 8     | 1     | 0     | 0        | 6     | 7     | 0        | 3           | .462  | 390   | 93.0     | 91       | 15          | 27       | 3     | 2        | 47       | 8     | 1        | 60    | 55       | 5.32     | 1.27    |
| 2010     | PIT      | 1     | 1     | 0     | 0     | 0        | 0     | 1     | 0        | 0           | .000  | 4     | 0.2      | 2        | 0           | 0        | 0     | 0        | 0        | 0     | 0        | 2     | 2        | 27.00    | 3.00    |
| 2011     | BAL      | 33    | 6     | 0     | 0     | 0        | 2     | 2     | 0        | 1           | .500  | 331   | 72.1     | 93       | 11          | 29       | 3     | 3        | 52       | 5     | 0        | 46    | 46       | 5.72     | 1.69    |
| MLB：3年 | MLB：3年 | 69    | 15    | 1     | 0     | 0        | 8     | 10    | 0        | 4           | .444  | 725   | 166.0    | 186      | 26          | 56       | 6     | 5        | 99       | 13    | 1        | 108   | 103      | 5.58     | 1.49    |